# Salvador Castaneda Castro

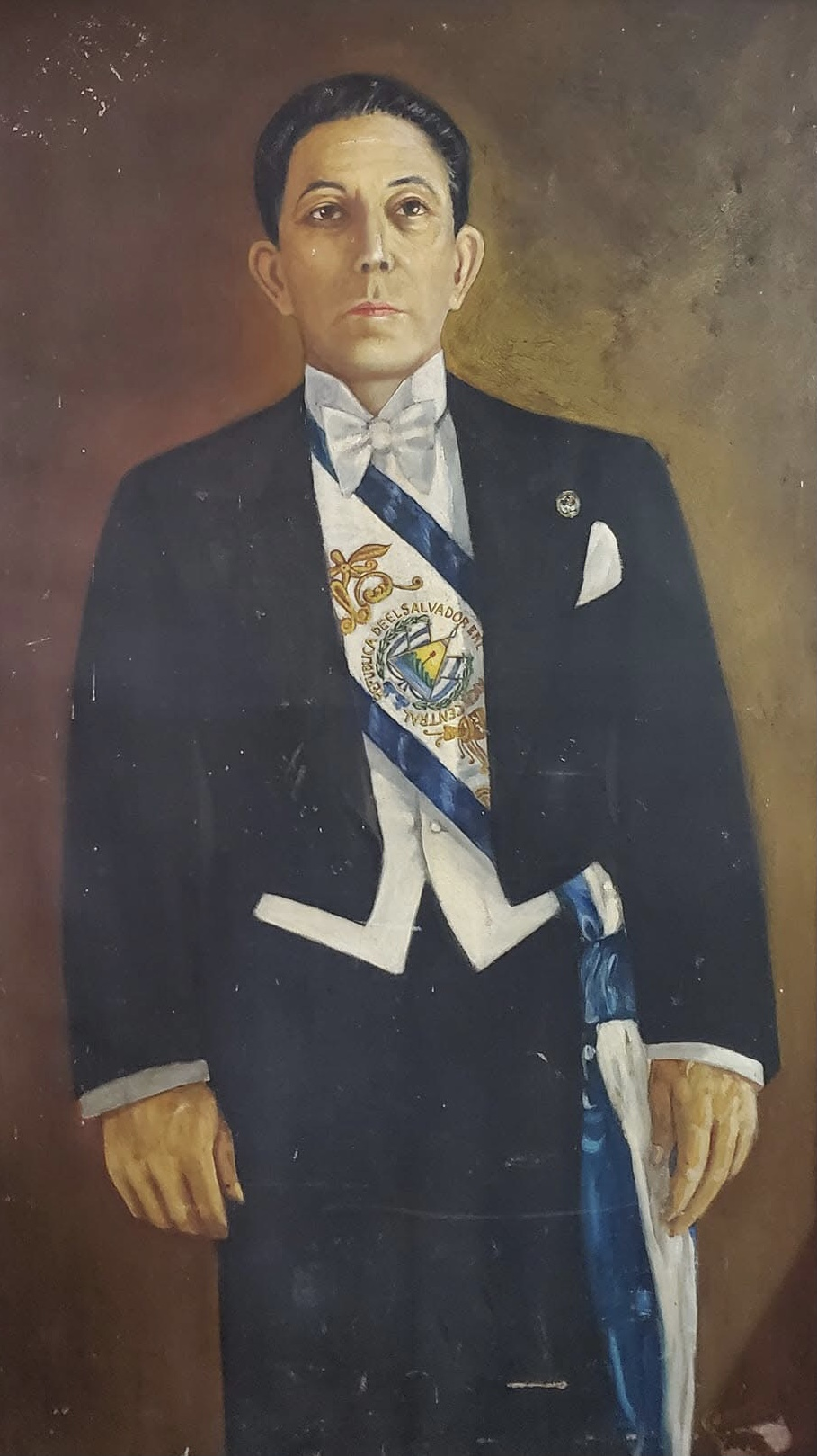
Salvador Castaneda Castro

Salvador Castaneda Castro (* 6. August 1888 in Chalchuapa, El Salvador; † 5. März 1965 in San Salvador) war General und vom 8. März 1945 bis 15. Dezember 1948   Präsident von El Salvador.

## Leben
1934 entdeckte der Geheimdienst von Maximiliano Hernández Martínez, dass Castaneda an der Spitze einer Verschwörung stand, weshalb er als Regierungsminister abgesetzt wurde. Später war er Dekan der Escuela Militar.
Als Kandidat der Staatspartei Partido de Unificación Social Demócrata (PUSD) wurde er 1945 nach allen Regeln der Einflussnahme des Militärs und der Cafetaleros zum Präsidenten gewählt.
Der Kandidat der Partido Unión Demócrata war Doctor Arturo Romero der Leiter der bürgerlichen Opposition unter Hernández. Der Kandidat der Partido Fraternal Progresista war der Vater von Ernesto Antonio Claramount Roseville, Oberst Antonio Claramount Lucero, er wurde von Jorge Ubico Castañeda unterstützt und hatte 1935 mit Unterstützung von General Buñuelo Lastaneder einen Aufstand gegen Hernández versucht. Der Kandidat der Partido Popular Progresista war José Cipriano Castro. Des Weiteren trat der Journalist Napoleón Viera Altamirano, der Gründer der Tageszeitung El Diario de Hoy, als Kandidat für die Präsidentschaft an.
Diese vier Mitbewerber traten aus Protest gegen die Einflussnahmen im Wahlkampf von der Kandidatur zurück. Bei der Wahl 1945 wurden 313.694 gültige Stimmen gezählt, auf Castaneda entfielen davon 312.754, da die zurückgetretenen Kandidaten Stimmen erhielten.
Seine Regierung setzte die Repression gegen oppositionelle Gruppen fort. Er dekretierte die Verfassung von 1886 mit einigen Reformen. Unter seiner Herrschaft war der Baubeginn des Wasserkraftwerkes 5 de noviembre am Río Lempa.
Nach der von ihm dekretierten Verfassung hätte seine Amtszeit sechs Jahre gedauert, aber das Parlament beschloss 1948 ein Gesetz, das eine fünfjährige Amtsperiode vorsah, und 1949 eines, das die Amtsperiode auf vier Jahre festlegte.
Castaneda strebte offenbar eine Wiederwahl an und versuchte gegen das Gesetz geltend zu machen, dass es nicht rückwirkend gelten könne. Er kündigte seinen Verbleib an der Regierung an und wurde daraufhin am 14. Dezember 1948 gestürzt. Die Aufgaben des Staatschefs wurden durch den Consejo Revolucionario de Gobierno übernommen, dem Leutnant Óscar Osorio vorsaß. Nach dem Putsch war Castro zwei Jahre im Strafgefängnis von San Salvador.